# Stazione di Nizza di Sicilia
La stazione di Nizza di Sicilia è una fermata posta al km 308+888 della linea Messina-Siracusa a servizio del comune di Nizza di Sicilia e del suo entroterra.

## Storia
La stazione venne realizzata nel territorio comunale di Nizza di Sicilia sin dalla costruzione della linea nel 1866. Fu presenziata da capostazione in quanto adibita anche alle funzioni di movimento dei treni. In conseguenza della riorganizzazione della rete operata da RFI la stazione è stata declassata a fermata e privata del segnalamento di protezione e partenza.

## Strutture e impianti
La fermata è dotata di un piccolo fabbricato a due elevazioni con attiguo marciapiede.
Il fascio binari della stazione consisteva di un raddoppio per il servizio viaggiatori e un terzo binario per il ricevimento o la partenza dei treni merci. Era fornita, fino alla fine degli anni novanta di ponte a bilico da 40 t e di un piccolo scalo merci, ma non sono più operativi.

## Movimento
Il quadro dell'orario invernale del 1938 in vigore dal 4 dicembre riportava la fermata di 10 treni accelerati provenienti da Messina e di un diretto proveniente dal continente e in senso inverso di 5 accelerati da Catania e 2 da Taormina-Giardini.
Nel 2014 il servizio offre la fermata di 13 treni regionali feriali provenienti da Messina. In senso inverso i treni che vi effettuano fermata sono 12. Il servizio è fortemente ridotto di domenica e nei giorni festivi.